# Grande Prêmio do Japão de 2019 (MotoGP)
O Grande Prêmio da MotoGP do Japão de 2019 ocorreu em 20 de outubro.

## Resultados

### Classificação MotoGP
| Pos | Piloto            | Equipe                       | Moto    | Tempo     | Pontos |
| --- | ----------------- | ---------------------------- | ------- | --------- | ------ |
| 1   | Marc Marquez      | Repsol Honda Team            | Honda   | 42'41.492 | 25     |
| 2   | Fabio Quartararo  | Petronas Yamaha SRT          | Yamaha  | +0.870    | 20     |
| 3   | Andrea Dovizioso  | Ducati Team                  | Ducati  | +1.325    | 16     |
| 4   | Maverick Viñales  | Monster Energy Yamaha MotoGP | Yamaha  | +2.608    | 13     |
| 5   | Cal Crutchlow     | LCR Honda CASTROL            | Honda   | +9.140    | 11     |
| 6   | Franco Morbidelli | Petronas Yamaha SRT          | Yamaha  | +9.187    | 10     |
| 7   | Alex Rins         | Team SUZUKI ECSTAR           | Suzuki  | +9.306    | 9      |
| 8   | Joan Mir          | Team SUZUKI ECSTAR           | Suzuki  | +10.695   | 8      |
| 9   | Danilo Petrucci   | Ducati Team                  | Ducati  | +14.216   | 7      |
| 10  | Jack Miller       | Pramac Racing                | Ducati  | +18.909   | 6      |
| 11  | Pol Espargaro     | Red Bull KTM Factory Racing  | KTM     | +25.554   | 5      |
| 12  | Miguel Oliveira   | Red Bull KTM Tech 3          | KTM     | +27.870   | 4      |
| 13  | Francesco Bagnaia | Pramac Racing                | Ducati  | +29.983   | 3      |
| 14  | Mika Kallio       | Red Bull KTM Factory Racing  | KTM     | +31.232   | 2      |
| 15  | Aleix Espargaro   | Aprilia Racing Team Gresini  | Aprilia | +32.546   | 1      |
| 16  | Takaaki Nakagami  | LCR Honda IDEMITSU           | Honda   | +37.482   | 0      |
| 17  | Jorge Lorenzo     | Repsol Honda Team            | Honda   | +40.410   | 0      |
| 18  | Karel Abraham     | Reale Avintia Racing         | Ducati  | +43.458   | 0      |
| 19  | Hafizh Syahrin    | Red Bull KTM Tech 3          | KTM     | +46.206   | 0      |
| 20  | Sylvain Guintoli  | Team SUZUKI ECSTAR           | Suzuki  | +50.235   | 0      |

### Classificação Moto2
| Pos | Piloto                | Equipe                      | Moto      | Tempo     | Pontos |
| --- | --------------------- | --------------------------- | --------- | --------- | ------ |
| 1   | Luca Marini           | SKY Racing Team VR46        | Kalex     | 40'57.279 | 25     |
| 2   | Thomas Luthi          | Dynavolt Intact GP          | Kalex     | +0.560    | 20     |
| 3   | Jorge Martin          | Red Bull KTM Ajo            | KTM       | +3.593    | 16     |
| 4   | Lorenzo Baldassarri   | FLEXBOX HP 40               | Kalex     | +3.999    | 13     |
| 5   | Jorge Navarro         | Beta Tools Speed Up         | Speed Up  | +5.236    | 11     |
| 6   | Alex Marquez          | EG 0,0 Marc VDS             | Kalex     | +7.345    | 10     |
| 7   | Enea Bastianini       | Italtrans Racing Team       | Kalex     | +8.115    | 9      |
| 8   | Augusto Fernandez     | FLEXBOX HP 40               | Kalex     | +10.460   | 8      |
| 9   | Marcel Schrotter      | Dynavolt Intact GP          | Kalex     | +10.711   | 7      |
| 10  | Stefano Manzi         | MV Agusta Temporary Forward | MV Agusta | +12.445   | 6      |
| 11  | Fabio Di Giannantonio | Beta Tools Speed Up         | Speed Up  | +12.572   | 5      |
| 12  | Brad Binder           | Red Bull KTM Ajo            | KTM       | +14.864   | 4      |
| 13  | Somkiat Chantra       | IDEMITSU Honda Team Asia    | Kalex     | +15.008   | 3      |
| 14  | Dominique Aegerter    | MV Agusta Temporary Forward | MV Agusta | +15.778   | 2      |
| 15  | Andrea Locatelli      | Italtrans Racing Team       | Kalex     | +23.595   | 1      |
| 16  | Bo Bendsneyder        | NTS RW Racing GP            | NTS       | +27.307   | 0      |
| 17  | Jake Dixon            | Gaviota Angel Nieto Team    | KTM       | +30.304   | 0      |
| 18  | Joe Roberts           | monday.com American Racing  | KTM       | +33.806   | 0      |
| 19  | Jesko Raffin          | NTS RW Racing GP            | NTS       | +36.962   | 0      |
| 20  | Philipp Oettl         | Red Bull KTM Tech 3         | KTM       | +43.682   | 0      |
| 21  | Dimas Ekky Pratama    | IDEMITSU Honda Team Asia    | Kalex     | +45.143   | 0      |
| 22  | Adam Norrodin         | Petronas Sprinta Racing     | Kalex     | +59.459   | 0      |
| 23  | Xavi Cardelus         | Gaviota Angel Nieto Team    | KTM       | +1'14.661 | 0      |

### Classificação Moto3
| Pos | Piloto              | Equipe                     | Moto  | Tempo     | Pontos |
| --- | ------------------- | -------------------------- | ----- | --------- | ------ |
| 1   | Lorenzo Dalla Porta | Leopard Racing             | Honda | 39'34.866 | 25     |
| 2   | Albert Arenas       | Gaviota Angel Nieto Team   | KTM   | +0.094    | 20     |
| 3   | Celestino Vietti    | SKY Racing Team VR46       | KTM   | +0.198    | 16     |
| 4   | Tatsuki Suzuki      | SIC58 Squadra Corse        | Honda | +0.289    | 13     |
| 5   | Sergio García       | Estrella Galicia 0,0       | Honda | +0.437    | 11     |
| 6   | John Mcphee         | Petronas Sprinta Racing    | Honda | +3.648    | 10     |
| 7   | Jaume Masia         | Mugen Race                 | KTM   | +7.225    | 9      |
| 8   | Marcos Ramirez      | Leopard Racing             | Honda | +7.382    | 8      |
| 9   | Alonso Lopez        | Estrella Galicia 0,0       | Honda | +8.172    | 7      |
| 10  | Andrea Migno        | Mugen Race                 | KTM   | +12.054   | 6      |
| 11  | Makar Yurchenko     | BOE Skull Rider Mugen Race | KTM   | +12.296   | 5      |
| 12  | Niccolò Antonelli   | SIC58 Squadra Corse        | Honda | +13.295   | 4      |
| 13  | Ayumu Sasaki        | Petronas Sprinta Racing    | Honda | +13.308   | 3      |
| 14  | Ai Ogura            | Honda Team Asia            | Honda | +13.333   | 2      |
| 15  | Ryusei Yamanaka     | Estrella Galicia 0,0       | Honda | +13.362   | 1      |
| 16  | Stefano Nepa        | Reale Avintia Arizona 77   | KTM   | +13.380   | 0      |
| 17  | Kaito Toba          | Honda Team Asia            | Honda | +13.487   | 0      |
| 18  | Can Oncu            | Red Bull KTM Ajo           | KTM   | +13.940   | 0      |
| 19  | Raul Fernandez      | Gaviota Angel Nieto Team   | KTM   | +14.648   | 0      |
| 20  | Kazuki Masaki       | BOE Skull Rider Mugen Race | KTM   | +22.886   | 0      |
| 21  | Riccardo Rossi      | Kömmerling Gresini Moto3   | Honda | +22.907   | 0      |
| 22  | Filip Salac         | Redox PruestelGP           | KTM   | +23.416   | 0      |
| 23  | Dennis Foggia       | SKY Racing Team VR46       | KTM   | +32.728   | 0      |
| 24  | Tom Booth-amos      | CIP Green Power            | KTM   | 4 voltas  | 0      |